# Academia

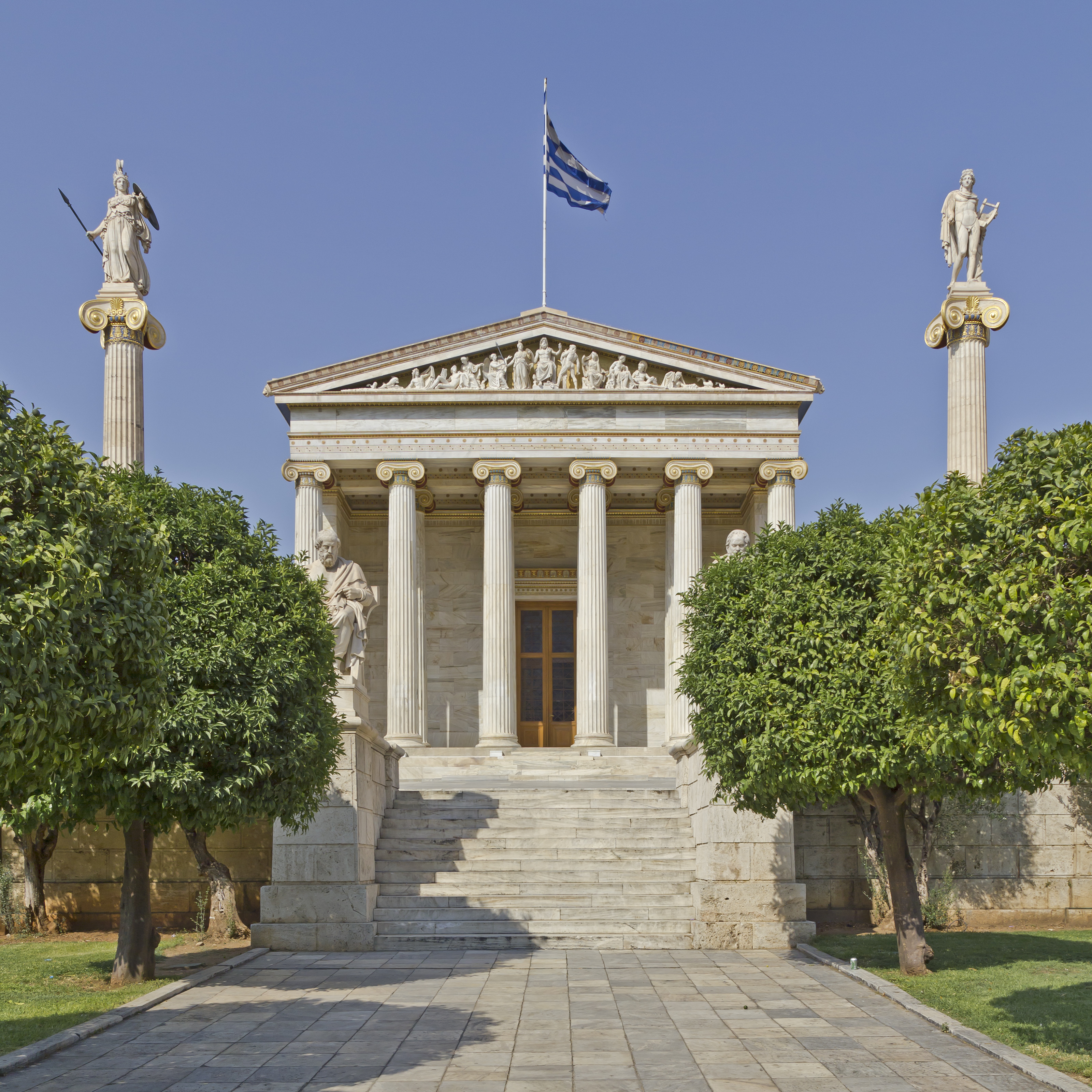
Edificio neoclásico de la moderna Academia de Atenas o Academia Nacional de Grecia (Theofil Hansen, 1887).

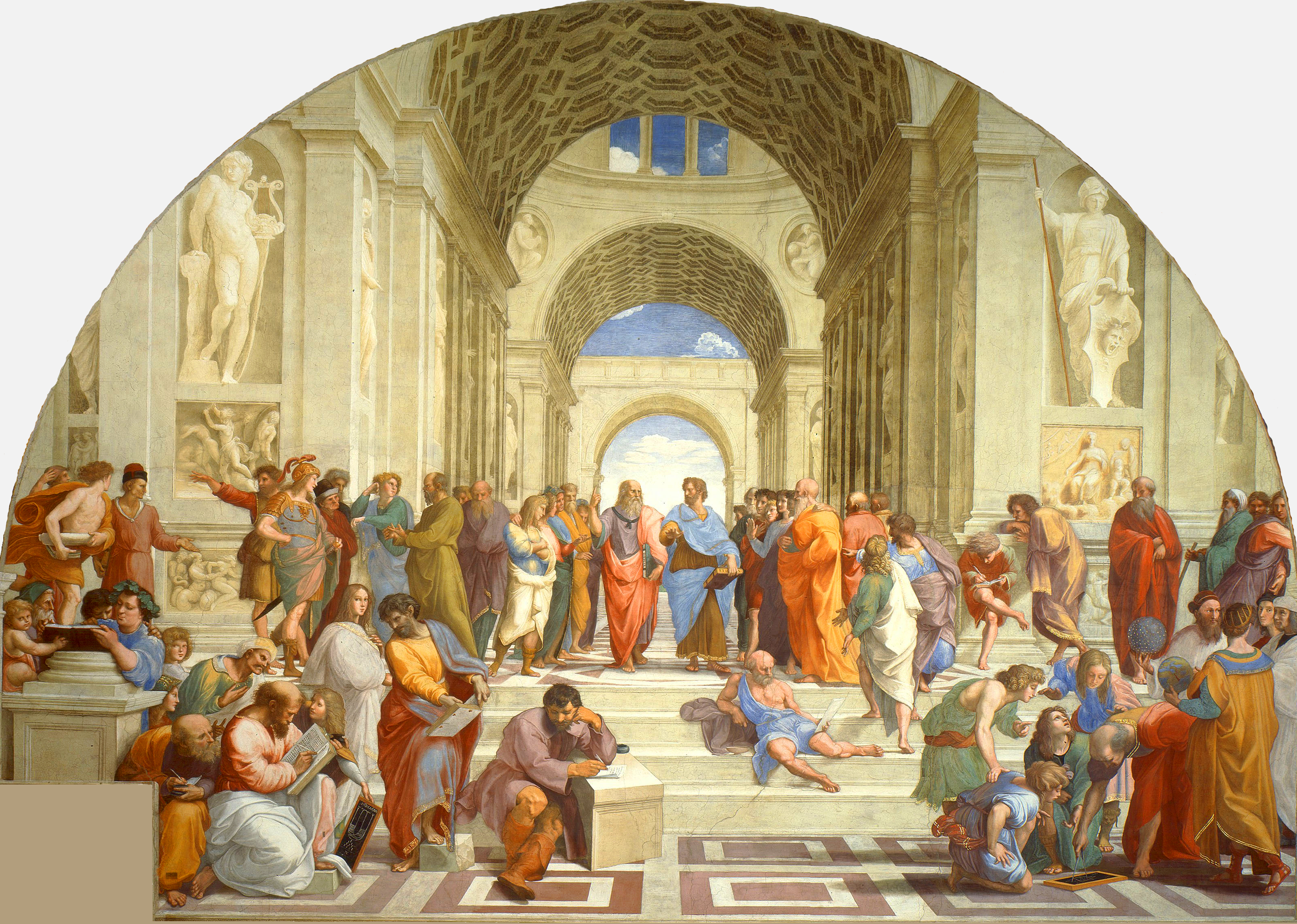
La escuela de Atenas de Rafael, cuyo título se da a veces como La academia de Atenas.

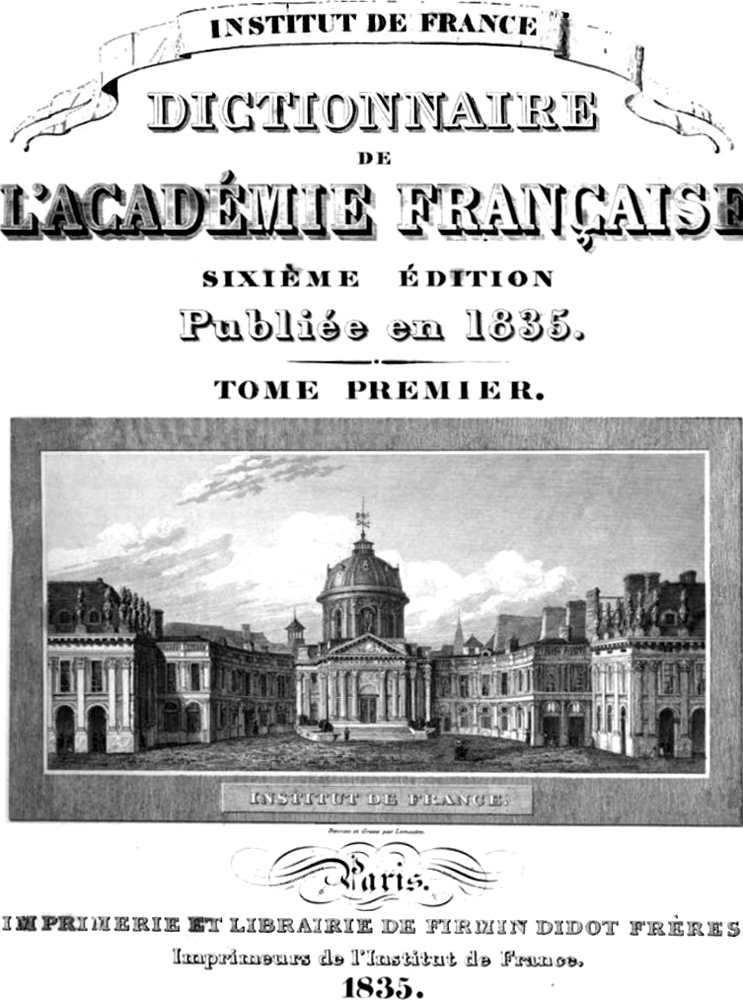
Diccionario de la Academie Française.

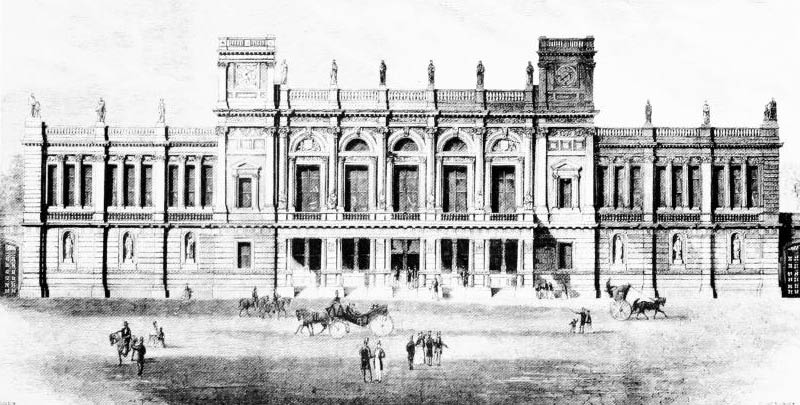
Edificio de la Royal Academy.

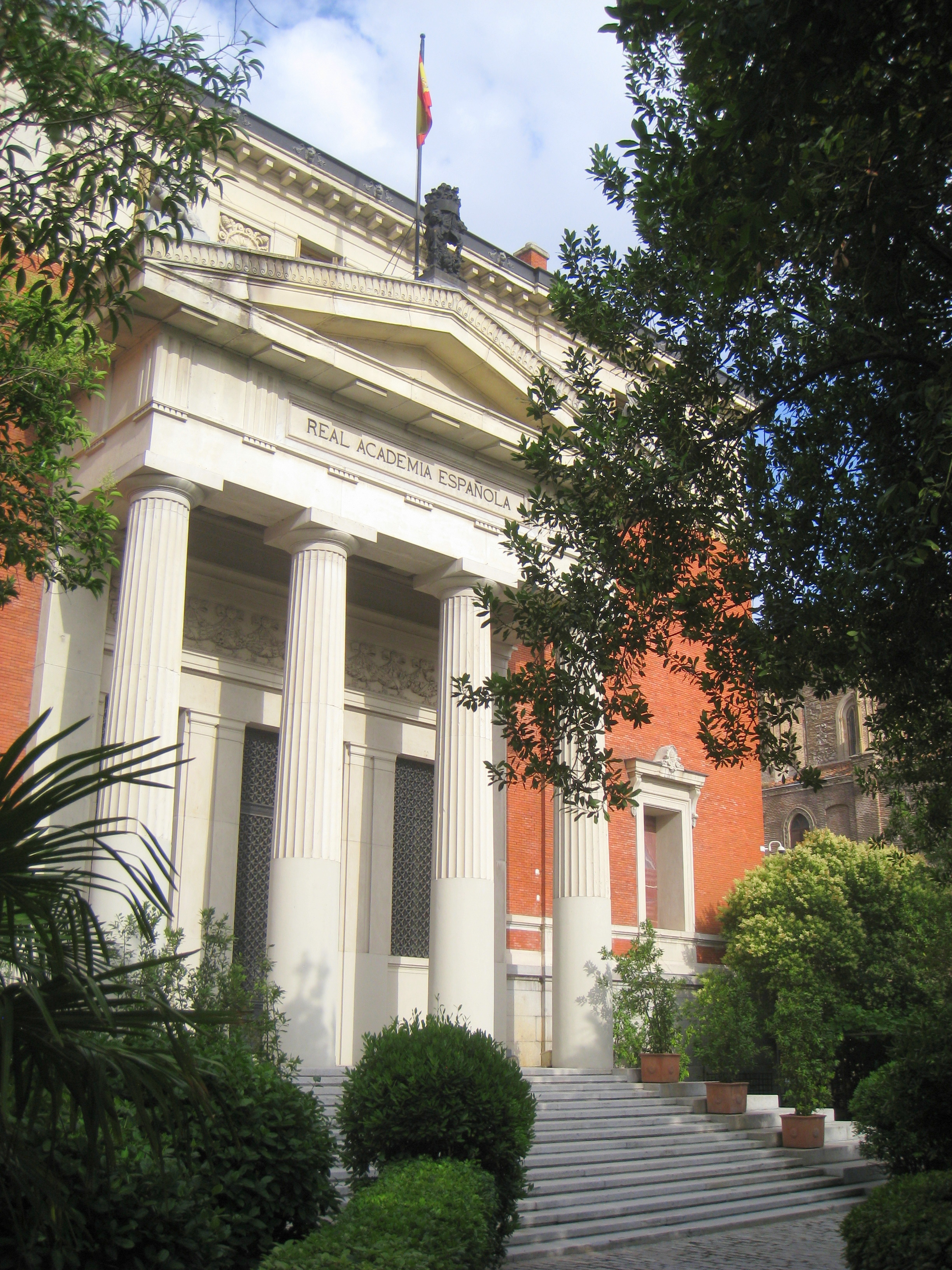
Edificio de la Real Academia Española.

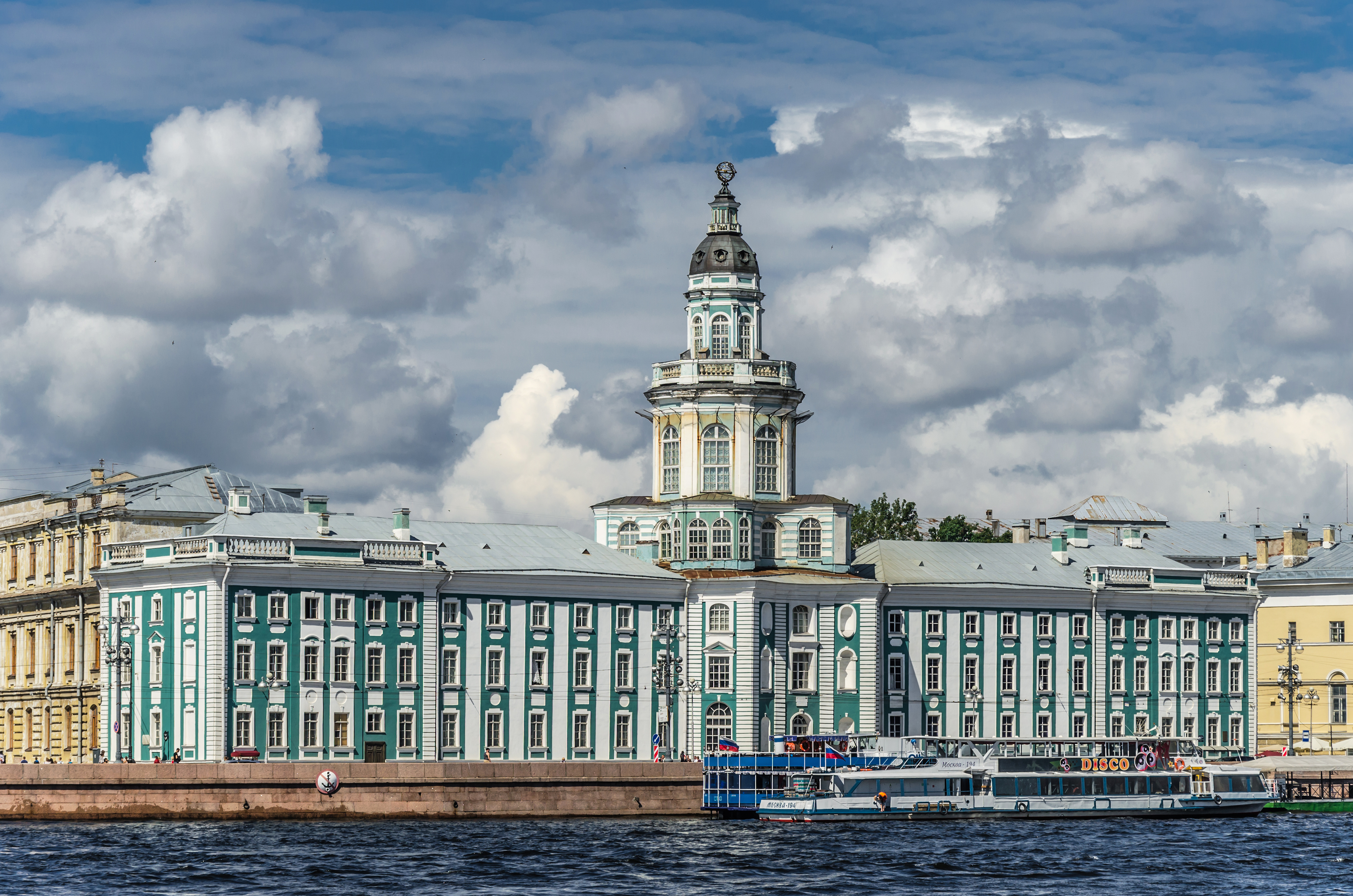
Antiguo edificio de la Academia de Ciencias de Rusia (San Petersburgo, 1724). Desde 1934 se encuentra en su actual edificio, en Moscú.

Academia (del latín academia, y este a su vez del griego Ακαδημία -Akademía-) es un término que identifica a diversas instituciones culturales o educativas. El Diccionario de la lengua española la define como sociedad científica, literaria o artística establecida con autoridad pública y como establecimiento docente, público o privado, de carácter profesional, artístico, técnico, o simplemente práctico, además de identificar el término con la reunión de sus componentes (los académicos) y con el edificio que la aloja.
"Disciplinas académicas" es la denominación que se da a los distintos campos del saber que se investigan y enseñan en el ámbito universitario.

## Edad Antigua

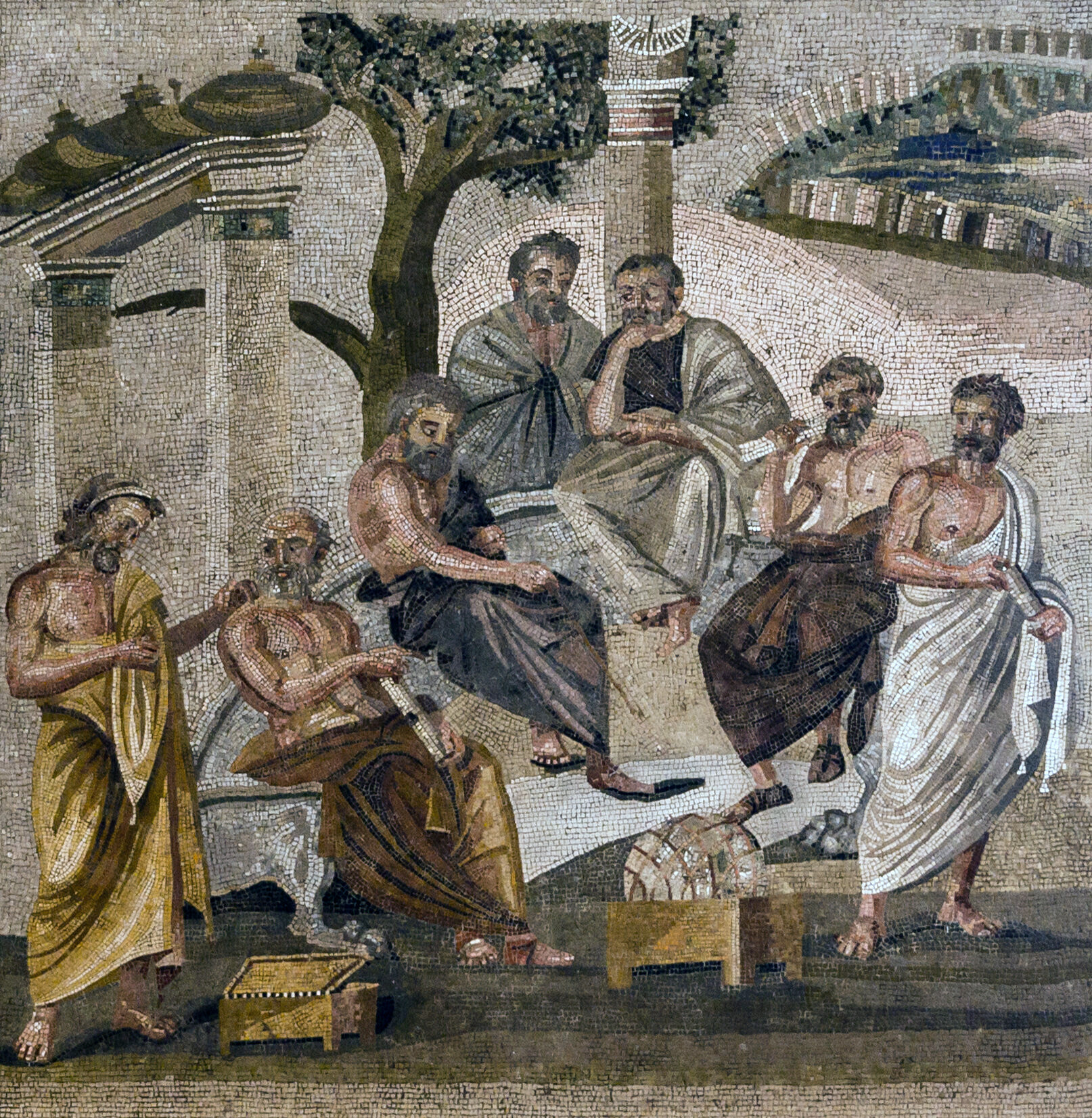
Mosaico de la Academia de Platón, de la Villa de T. Siminius Stephanus en Pompeya.

Originalmente, fue la denominación de una institución educativa de la Atenas clásica: la Academia fundada por Platón, que debía su nombre a un héroe legendario de la mitología griega, Academo. Estaba ubicada en el demo de Kolonos, a un kilómetro al noroeste de la ciudad, en unos terrenos adquiridos por Platón alrededor del 384 a. C., donde existía un olivar, un parque y un gimnasio. La instrucción allí impartida incluía el estudio de las matemáticas, la dialéctica y las ciencias naturales. Hubo otras instituciones similares en la antigüedad, como el Liceo aristotélico; aunque ninguna se denominó La escuela de Atenas, título de uno de los frescos de Rafael en las estancias vaticanas donde se representa ucrónicamente a los sabios de la Antigüedad con los rostros de sus contemporáneos (1510-1512). Las instituciones científicas de la antigua Alejandría (Museo, Biblioteca) o las reuniones de intelectuales de la antigua Roma (como los del círculo de Mecenas o los de la corte de Augusto, o el Ateneo o "escuela romana" de Adriano), que hasta cierto punto compartían funciones con aquellas, a veces son denominadas "academias", aunque no es habitual. La Academia platónica y las demás instituciones culturales consideradas "paganas" por los cristianos subsistieron hasta el año 529 cuando el emperador bizantino Justiniano I ordenó su clausura.

## Edad Media
En la Edad Media, la palabra "academia" pasó a designar, en la cristiandad latina, al cuerpo de profesores que, reunidos con estudiantes en un determinado lugar (la schola -escuela monástica, escuela catedralicia, escuela palatina- o studium -Studium Generale-) donde se profesaba un ramo de enseñanza, especialmente de lo que en la universidad medieval se llamó facultad mayor. El poema goliardesco Gaudeamus igitur, que se ha convertido en himno universitario, incluye un explícito vivat academia.

## Edad Moderna
En el Renacimiento se fundó la academia platónica florentina (1440, Cosme I de Médici, Marsilio Ficino, Pico della Mirandola, etc.). A partir de ella se difundió la idea de academia como institución cultural donde, fuera del ámbito de la universidad, que había quedado anquilosada en la escolástica, se posibilitaba el contacto e intercambio de ideas entre la multiplicidad de disciplinas intelectuales que englobaba el nuevo concepto de humanista (filólogos, poetas, artistas, científicos  -condiciones que muchas veces coincidían en la misma persona-). Fueron esenciales para el inicio de la modernidad que llevó a la revolución científica del siglo XVII: la Academia Linceana en Roma (Federico Cesi, 1601-1630), la Accademia del Cimento en Florencia (Evangelista Torricelli, Giovanni Borelli, 1657-1667 -cimento significa "experimento", y su lema era Probando e reprobando-), la Royal Society inglesa (1660), la Academia de las Ciencias francesa en París (1666) (estas dos últimas representaban dos modelos de organización alternativos: mientras que la inglesa era un club privado cuyos miembros pagaban cuotas, la francesa era una institución pública a sueldo del Estado); y la Academia de la Arcadia (1690) en Roma. La actividad de Leibniz promovió la creación de academias científicas en Berlín, San Petersburgo, Dresde y Viena.
En la España de los Siglos de Oro florecieron numerosas academias literarias, y otras científicas, como la Academia de Matemáticas de Madrid o Academia Real Matemática (1582) y la Real Academia de Medicina y Cirugía de Sevilla (1693) y artísticas, como la Academia de San Lucas (1603-1626). En 1609 Lope de Vega leyó ante una denominada Academia de Madrid (uno más de entre los muchos círculos literarios existentes) su Arte nuevo de hacer comedias. Hasta tal punto la fundación de academias llegó a difundirse, que Miguel de Cervantes se burla de ello con los ficticios académicos de Argamasilla que aparecen al final de El Quijote.
A partir de la actividad de la academia francesa en Roma (1666) se terminó por asociar el concepto del academicismo a una determinada concepción del arte y de la estética: la identificación de la belleza con la mimesis (imitación de la naturaleza), y la concepción del aprendizaje del oficio del artista en un entorno "académico", es decir, en una institución sujeta a un programa formal con asignaturas y profesores (frente al aprendizaje gremial en los talleres tradicionales), basado en la reproducción de los modelos clásicos y la sujeción a las reglas del arte. El academicismo se expresó en los estilos artísticos denominados clasicismo (siglo XVII) y neoclasicismo (siglos XVIII y XIX), en contraposición con estilos coetáneos (el barroco y el romanticismo).

## Edad Contemporánea
A partir de la Edad Contemporánea, el término "academia", se usa, genéricamente, como sinónimo de "mundo intelectual", sobre todo para referirse al universitario (que ha vuelto a ocupar un lugar central en la ciencia y la cultura); aunque también al artístico (como el término ruso Academichka).
En términos específicos, designa a las sociedades científicas, literarias o artísticas establecidas con patrocinio privado o público. Su rol como institución es el fomento de una actividad cultural (literatura, lengua, música, danza) o científica (promoción de una ciencia o alguna especialidad determinada). En algunos países, se da el nombre de academia a instituciones educativas de muy distinto nivel (desde la enseñanza secundaria hasta diversas enseñanzas técnicas, incluyendo las academias militares). El término "académico" aplicado a personas, en cambio, suele reservarse para los seleccionados para formar parte de instituciones de élite (en Francia las cinco academias del Instituto de Francia, en España las ocho Reales Academias, en Inglaterra la Royal Academy y la British Academy, en la antigua URSS la Academia de las Ciencias de la Unión Soviética, etc.).

## Iconografía
Esta reunión de hombres sabios o literatos que se ocupan de trabajos relativos a los progresos de las ciencias y de las artes se simboliza con una mujer respetable cuyas sienes están adornadas con una corona de oro; sus vestidos son de color tornasolado; lleva en la mano derecha una lima con esta divisa: Detrahit atque polit y en la izquierda una guirnalda entretejida de laurel, de hiedra y de mirto: tres plantas poéticas que hacen alusión a la poesía heroica, lírica y pastoral. Hay además en esta guirnalda dos granadas suspendidas, símbolo de la unión. 
Está sentada la matrona en un escaño adornado con ramos de olivo o cedro, ambos emblemas de la inmortalidad. Puede embellecerse también con ramas de ciprés o de roble, símbolos de la duración y de la inmortalidad. El lugar de la escena es un paisaje delicioso; varios libros están amontonados a sus pies y algunos instrumentos de música anuncian que la armonía es necesaria a las artes.

## Premios de la Academia
La denominación Premios de la Academia se da a varios certámenes, entre los que destacan por su importancia, entre otros:
- los Premios Nobel, de la Fundación Nobel (Academia Sueca y Parlamento de Noruega).

- los Premios Óscar, de la Academia de las Artes y las Ciencias Cinematográficas de Hollywood.